# Amphelissoeme viridescens
Amphelissoeme viridescens is een keversoort uit de familie boktorren (Cerambycidae). De wetenschappelijke naam van de soort is voor het eerst geldig gepubliceerd in 1981 door Martins.